# Zygmunt Dowgiałło
Zygmunt Dowgiałło (ur. 24 września 1926 w Wilnie) – polski profesor nauk ekonomicznych w zakresie ekonomiki i organizacji przedsiębiorstw rolniczych oraz systemów zarządzania gospodarką żywnościową, nauczyciel akademicki
Zygmunt Dowgiałło urodził się w rodzinie inteligenckiej Jerzego i Stanisławy z d. Toczyłowska. Uczęszczał w Wilnie do Szkoły Podstawowej „Dziecko Polskie” oraz do gimnazjum jezuitów. Po wybuchu II wojny światowej kontynuował naukę w ramach tajnego nauczania. W 1944 był żołnierzem (st. strzelcem) II brygady okręgu wileńskiego Armii Krajowej, ps. „Marian”. W latach 1949–1951 pracował jako asystent Działu Racjonalizacji Produkcji PINGW w Warszawie.
Studia ukończył w 1951 na Wydziale Społ.-Polit. Akademii Nauk Politycznych w Warszawie oraz na Wydziale Ekonomiczno-Rolniczym SGGW z dyplomem magistra inżyniera rolnictwa. Był zatrudniony jako pracownik naukowy w Instytucie Ekonomiki Rolnej w Warszawie (1951), a następnie jako kierownik produkcji zwierzęcej Zespołu PGR i Okręgowego Zjednoczenia PGR w Szczecinie (1952–1956). W latach 1957–1996 pracował jako nauczyciel akademicki Wyższej Szkoły Rolniczej w Szczecinie. Stopień naukowy doktora otrzymał w 1961, a doktora habilitowanego nauk leśnych – w 1964, tytuł naukowy profesora nadzwyczajnego nauk ekonomicznych – w 1973, a tytuł naukowy profesora zwyczajnego – w 1982.
W latach 1972–1996 był kierownikiem Zakładu Ekonomiki i Organizacji Przedsiębiorstw Akademii Rolniczej w Szczecinie. Pełnił funkcję prodziekana Wydziału Rolniczego (1968–1971) oraz dziekana  Wydziału Zootechnicznego (1972–1975). Był współtwórcą powstałego w 1987 Wydziału Ekonomiki i Organizacji Gospodarki Żywnościowej. Pracował ponadto w Instytucie Badań Systemowych Polskiej Akademii Nauk jako Kierownik Zakładu Systemów Zarządzania Przedsiębiorstwem.
Po przejściu na emeryturę pracował jako profesor w Uniwersytecie Szczecińskim oraz w kilku uczelniach niepublicznych, m.in. w Zachodniopomorskiej Szkole Biznesu w Szczecinie, Państwowej Wyższej Szkole Zawodowej im. ks. Bronisława Markiewicza w Jarosławiu, Wyższej Szkole Gospodarczej w Przemyślu, Wyższej Szkole Bezpieczeństwa w Przemyślu.
Zygmunt Dowgiałło był przewodniczącym Komisji Organizacji i Zarządzania w Oddziale Polskiej Akademii Nauk w Gdańsku, a także członkiem Komitetu Ekonomiki Rolnictwa PAN oraz Wydział V Nauk Rolniczych, Leśnych i Weterynaryjnych PAN.
W 1957 zawarł związek małżeński z Zofią Karbowską, z którą ma córkę Monikę (ur. 1958).

## Wybrane publikacje[1][9]
- Czynniki kształtujące sprawność produkcji trzody chlewnej. „Zag. Ekon. Rol.” 1962, 50(2), s. 177-179[10]
- Ryzyko a specjalizacja produkcji trzody chlewnej. STN 21, 2, PWRiL Warszawa 1964, 111 ss.
- Kombinaty rolniczo-przemysłowe w SFRJ. 1967
- Rolnictwo i przemysł rolno-spożywczy województwa szczecińskiego w latach 1945-1975. „Przegl. Zachodniopom.” 1975, 3-4, 16, s. 193-208 (wsp. Lech Pałasz)
- Praca kierownicza w przedsiębiorstwie rolniczym. PWRiL Warszawa 1977, 276 ss.
- Z badań nad optymalizacją skali produkcji mleka w strefie podmiejskiej Szczecina. PWN Warszawa 1977, 152 ss.
- Organizacja i zarządzanie przedsiębiorstwem rolniczym. Wydaw. Akademii Rolniczej w Szczecinie 1980
- Cele przedsiębiorstwa rolnego i kierunki realizacji. [w]: Metody podnoszenia ekonomicznej efektywności przedsiębiorstw rolniczych. Inst. Badań Syst. PAN Kołobrzeg 1985
- Pojęcie, podział i kierunki eliminowania ryzyka w działalności przedsiębiorstwa rolniczego. [w:] Z. Dowgiałło (red.) Niepewność i ryzyko w działalności przedsiębiorstwa rolniczego. Wybrane problemy. Instytut Badań Systemowych Polska Akademia Nauk Warszawa 1992
- Praca menedżera. Wydaw. Znicz Szczecin 1999, 309 ss. ISBN 83-907344-3-5
- Opowieści wileńskich jezior. Wydaw. Książek Znicz Szczecin 2006
- Blaski i cienie dziejów Polski. Popularny wybór okresów historycznych i wspomnień. Wydaw. Znicz Szczecin 2012 (red.), 184 ss. ISBN 9788390734453

## Odznaczenia i nagrody[3][4]
- Krzyż Oficerski Orderu Odrodzenia Polski
- Krzyż Kawalerski Orderu Odrodzenia Polski
- Krzyż Partyzancki (1992)
- Krzyż Armii Krajowej (1995)
- Odznaka pamiątkowa AK „Akcji Burza” (1994)
- Medal Komisji Edukacji Narodowej
- Medal im. Karola Adamieckiego